# توماس نكونو
توماس نكونو (بالفرنسية: Thomas N'Kono)‏ (مواليد 20 يوليو 1956) هو لاعب كرة قدم. يلعب مع منتخب الكاميرون لكرة القدم. سبق له أن لعب في كأس العالم لكرة القدم مع منتخب بلاده.

## روابط خارجية
- توماس نكونو على موقع الاتحاد الدولي (مؤرشف)  (الإنجليزية)
- توماس نكونو على موقع قاعدة بيانات كرة القدم.إي يو (الإنجليزية)
- توماس نكونو على موقع ليكيب (الفرنسية)
- توماس نكونو على موقع ناشيونال فوتبول تيمز (الإنجليزية)
- توماس نكونو على موقع عالم كرة القدم.نت (الإنجليزية)